# Cincinnatia ponderosa
The ponderous siltsnail hoặc ponderous spring snail (Cincinnatia ponderosa)là một loài động vật chân bụng trong họ Hydrobiidae. Nó là loài đặc hữu của Hoa Kỳ.